# Ann-Kathrin Götze

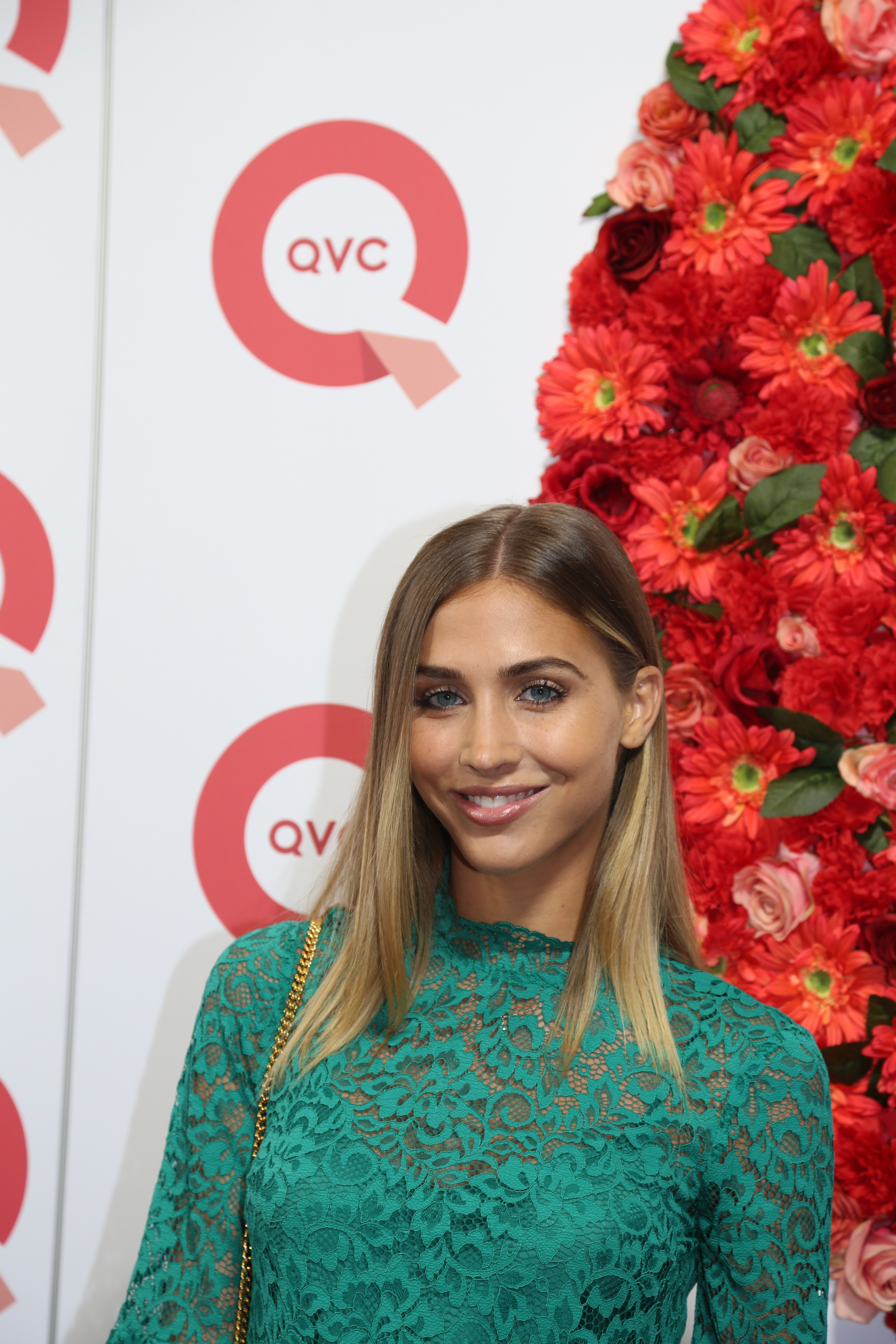
Ann-Kathrin Götze (2017)

Ann-Kathrin Götze (geb. Brömmel; * 6. Dezember 1989 in Emmerich am Rhein) ist ein deutsches Model und eine Influencerin.

## Leben
Götze wuchs mit drei Geschwistern in Emmerich auf. Während der Schulzeit nahm sie Unterricht in Gesang, Ballett und Klavier. Im Alter von 16 Jahren begann sie zu modeln. 2010 machte sie am Willibrord-Gymnasium das Abitur. Im selben Jahr veröffentlichte sie unter dem Künstlernamen Trina B. ihre Debütsingle This Is Me. 2011 erschien ihre zweite Single Body Language.
2012 nahm sie an der siebten Staffel der Castingshow Germany’s Next Topmodel teil, wo sie es unter die Top 50 schaffte. 2013 stand sie für GQ und FHM vor der Kamera. Zur Fußball-Weltmeisterschaft 2014 modelte sie für Axe. Außerdem wurde sie für den Titel des Magazins FHM in Südafrika abgelichtet und war auch im Dokumentarfilm Die Mannschaft zu sehen. 2015 erschien sie im Kalender des Schokoladenherstellers Lambertz und als Covermodel im Sportmagazin Österreich. 2016 modelte sie für die Bade- und Dessousmarke Lascana.
Als Synchronsprecherin lieh sie in dem Animationsfilm Ice Age 5 – Kollision voraus! dem Riesenfaultier Francine ihre Stimme. Zur Fußball-Europameisterschaft 2016 wirkte sie in einem Werbespot der Elektronikkette Media Markt mit. 2017 war sie Kandidatin in der zehnten Staffel der Tanzshow Let’s Dance, wo sie mit Profitänzer Sergiu Luca den 10. Platz belegte. Ebenfalls 2017 wirkte sie in einer Kampagne für die Tierrechtsorganisation PETA gegen das Tragen von Pelz mit.
Zudem betreibt Götze als Influencerin einen Instagram-Account mit ca. 1,8 Millionen Abonnenten (Stand: Juli 2023), auf dem sie mit Produktplatzierungen wirbt. Seit November 2018 betreibt sie den YouTube-Kanal Ann-Kathrin Götze mit 62700 Abonnenten (Stand: Juli 2024), auf dem sie überwiegend Vlogs veröffentlicht.

## Privates
Sie ist seit 2012 mit dem Fußballspieler Mario Götze (* 1992) liiert. Das Paar heiratete im Mai 2018 standesamtlich; ein Jahr später folgte eine Trauung auf Mallorca. 2020 wurden sie Eltern eines Sohnes. Im Oktober 2023 wurden beide Eltern einer Tochter.